# K3
K3 Бельгия-Нидерланды женская группа с поп- репертуаром на голландском языке, состоящая из Ханне Вербрюгген, Марты Де Пиллесин и Джулии Бошман. Помимо музыки, они также играют центральную роль во многих фильмах, телесериалах и мюзиклах. Фирменный стиль и иконичность K3 основаны на том, что все три девушки в основном носят одинаковую одежду, и они традиционно рыжие, брюнетки и блондинки. На протяжении всей своей карьеры K3 построили пространство в голландской и бельгийской поп-культуре, став одной из самых успешных групп Бенилюкса. Название группы происходит от первых букв трёх первых участниц 1998 года: Карен Дамен , Кристель Вербеке и Кэтлин Аэртс.
Кэтлин Аэртс вышла из состава в марте 2009 года. Позже в том же году её заменила Йоже Хейсман после победы в реалити-шоу K2 Zoekt K3. 6 ноября 2015 года Карен, Кристель и Йоже сменили Ханне Вербрюгген, Клаасье Мейер и Марте Де Пиллесин после того, как они стали победителями K3 Zoekt K3. 9 февраля 2021 года Клаасье объявила о своём уходе из K3, и в том же году было проведено ещё одно реалити-шоу с прослушиванием, чтобы найти нового участника. Из более чем 22 000 участников Джулия Бошман победила в конкурсе и вошла в состав группы.

## История

### Начало группы и Евровидение
В начале группа хотела стать фламандским Spice Girls («Спайс Гёрлз»). В 1998 группа состояла из Карен Дамен (Karen Damen), Кристел Вербеке (Kristel Verbeke) и Келли Коббаут (Kelly Cobbaut). Группа называлась Маскара, но её тогда часто в шутку называли К3, потому что имена певиц начинались с буквы К.
Катлин Артс заменила Дебору Острега, которая заменила Келли Коббаут, когда та покинула группу. Так как имя третьей участницы начиналось с буквы К, было решено поменять название группы на K3. В 1999 году К3 участвовала в предварительном отборе бельгийского участника для песенного конкурса Евровидение с песней «Heyah mama». Несмотря та то, что песня там была принята очень плохо и подверглась критике, «Heyah mama» стала позднее первым большим хитом К3.

### Присоединение к Студии 100 (2002-2009)

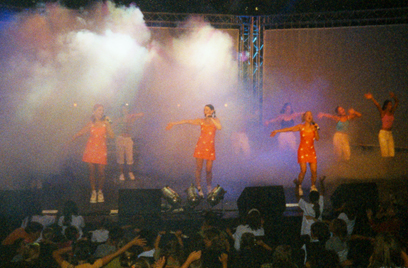
Выступление К3 - Остенде - 2001 г.

В 2002 году Нильс Уильям продал группу Studio 100, фламандской телевизионной продюсерской компании, выпускающей голландские и бельгийские программы, фильмы и мюзиклы.
K3 выпустили множество хитов, они выпустили девять альбомов. Их восьмой альбом Ya Ya Yippee был продан тиражом более 50 000 копий по предварительным продажам в странах Бенилюкса . Девятый альбом Kusjes (Поцелуи) был продан тиражом 20 000. Они также выпустили несколько DVD с видеоклипами, мюзиклами, фильмами и специально записанными кадрами. У K3 есть детская телевизионная программа под названием De wereld van K3 (Мир K3).

В 2006 году в популярном тематическом парке Plopsaland прошла вечеринка в честь десятой годовщины Studio 100. На мероприятии участники группы открыли музей K3, в котором представлен обзор их карьеры. Там можно увидеть интервью, одежду и реквизит из фильмов, включая воздушные скутеры из фильма K3 en het Magische Medaillon (K3 и волшебный медальон). Также можно увидеть их золотые и платиновые сертификаты.

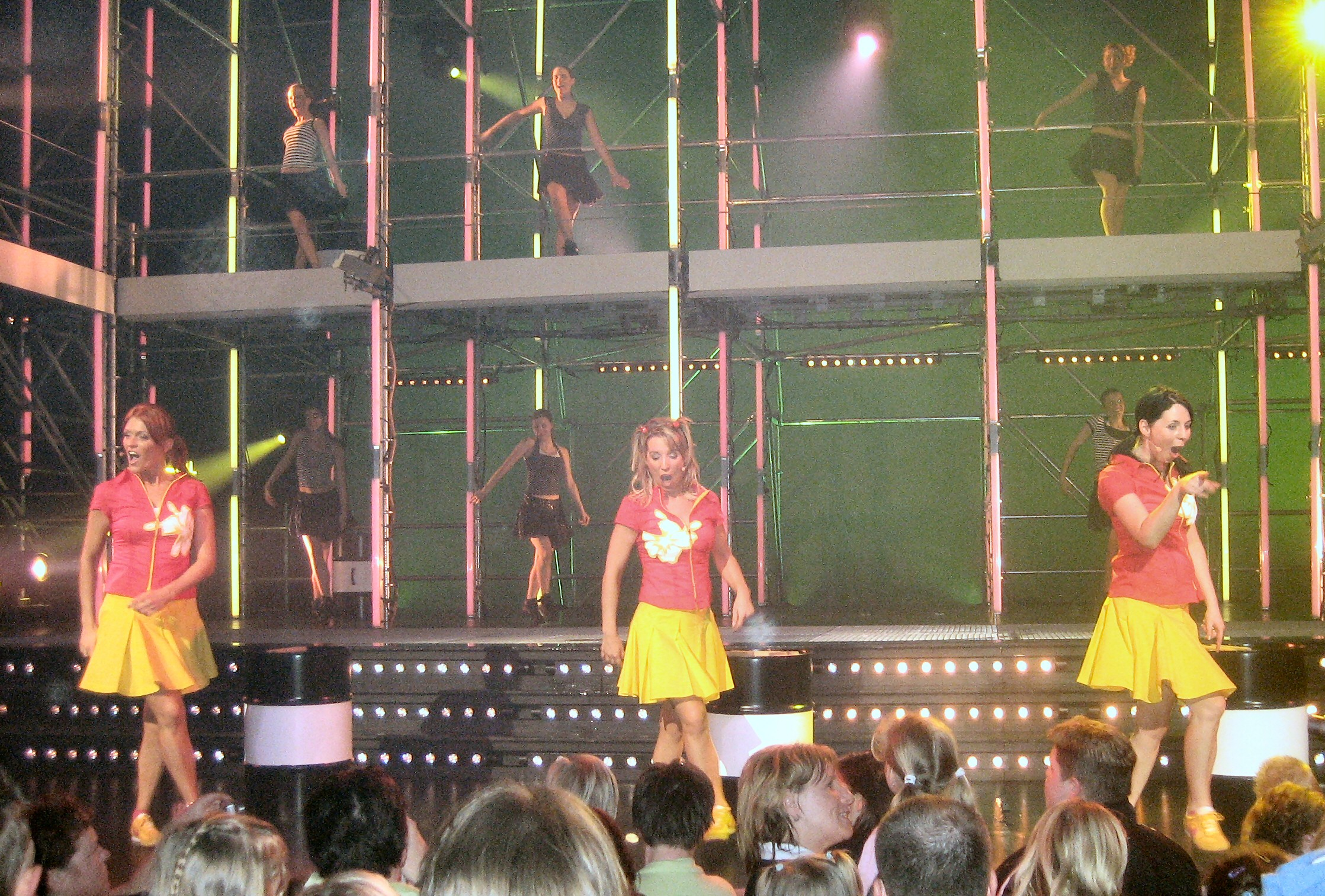
Выступление К3 - хасселт - 2006 г.

В 2007 году команда из музея мадам Тюссо в Лондоне сняла мерки с участников группы для восковых фигур. В том же году группа K3 представила их в музее мадам Тюссо в Амстердаме. В 2008 году группа отпраздновала свой 10-летний юбилей шоу 10 jaar K3 (10 лет K3. Это также отмечалось в Плопсаланде.

### Изменение состава (2009)
23 марта 2009 года Кэтлин объявила о своём уходе на пресс-конференции. «Это было трудное решение, в конце концов, я отдала лучшие годы своей жизни K3. Люди меняются, а жизнь постоянно находится в движении; сейчас мне 30, и после десяти лет пришло время двигаться дальше» . Она сделала свои последние два появления с K3 в июне на показе Studio 100 в Rotterdam Ahoy .
Затем Карен и Кристель искали замену на телевидении через шоу талантов под названием «K2 zoekt K3» («K2 ищет K3»). В финальном эпизоде голландец Йоже Хейсман был выбран в качестве нового участника K3.

### Дальнейший успех (2010-2014)

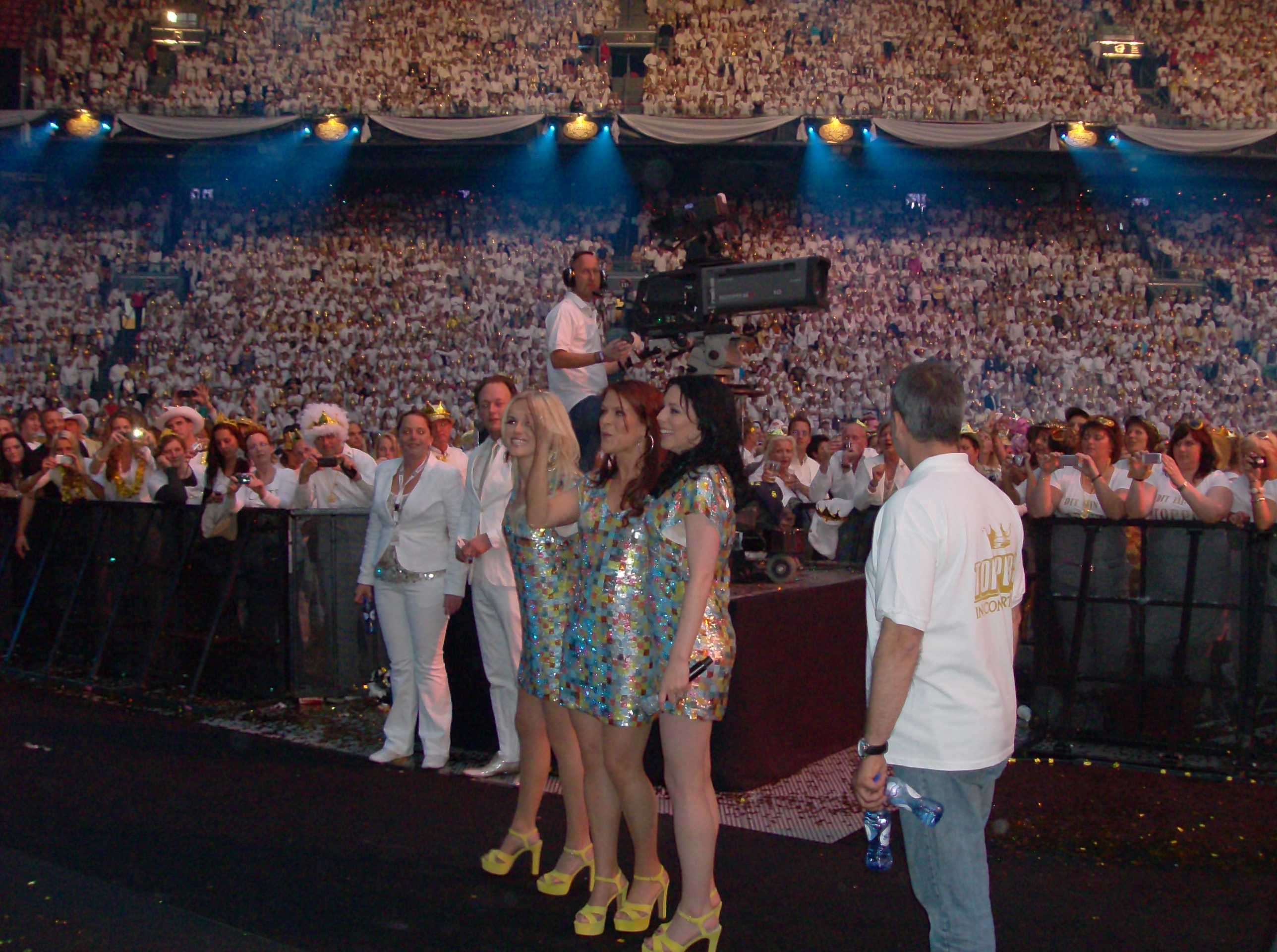
Гастрольное выступление К3 - Амстердам - 2011 г.

Первый сингл с Хейсманом в составе группы, " MaMaSé! ", стал хитом, достигнув первой позиции в течение шести последовательных недель в Нидерландах и семи недель в Бельгии. Он вошёл в тройку лучших в годовых чартах обеих стран. Одноимённый альбом вошёл в годовые чарты альбомов в обеих странах в 2009, 2010 и 2011 годах.
В 2010 году K3 сняли новые эпизоды для своего детского ток-шоу (на этот раз с Джоже), а также запустили собственный ситком под названием «Hello K3», в котором они изображают вымышленные версии самих себя, живущих в одном здании и пытающихся найти баланс между обычной жизнью и статусом суперзвёзд. Новый сингл с таким же названием также был выпущен в альбоме Eyo!

В 2011 году они снялись в первом в мире 3D -мюзикле, основанном на «Алисе в стране чудес» Льюиса Кэрролла . В 2012 году они выпустили альбом Engeltjes (маленькие ангелы) в сопровождении своего четвёртого фильма K3 Bengeltjes. В 2013 году они выпустили альбом Loko Le и пятый фильм K3 Dierenhotel (K3 Animalhotel).

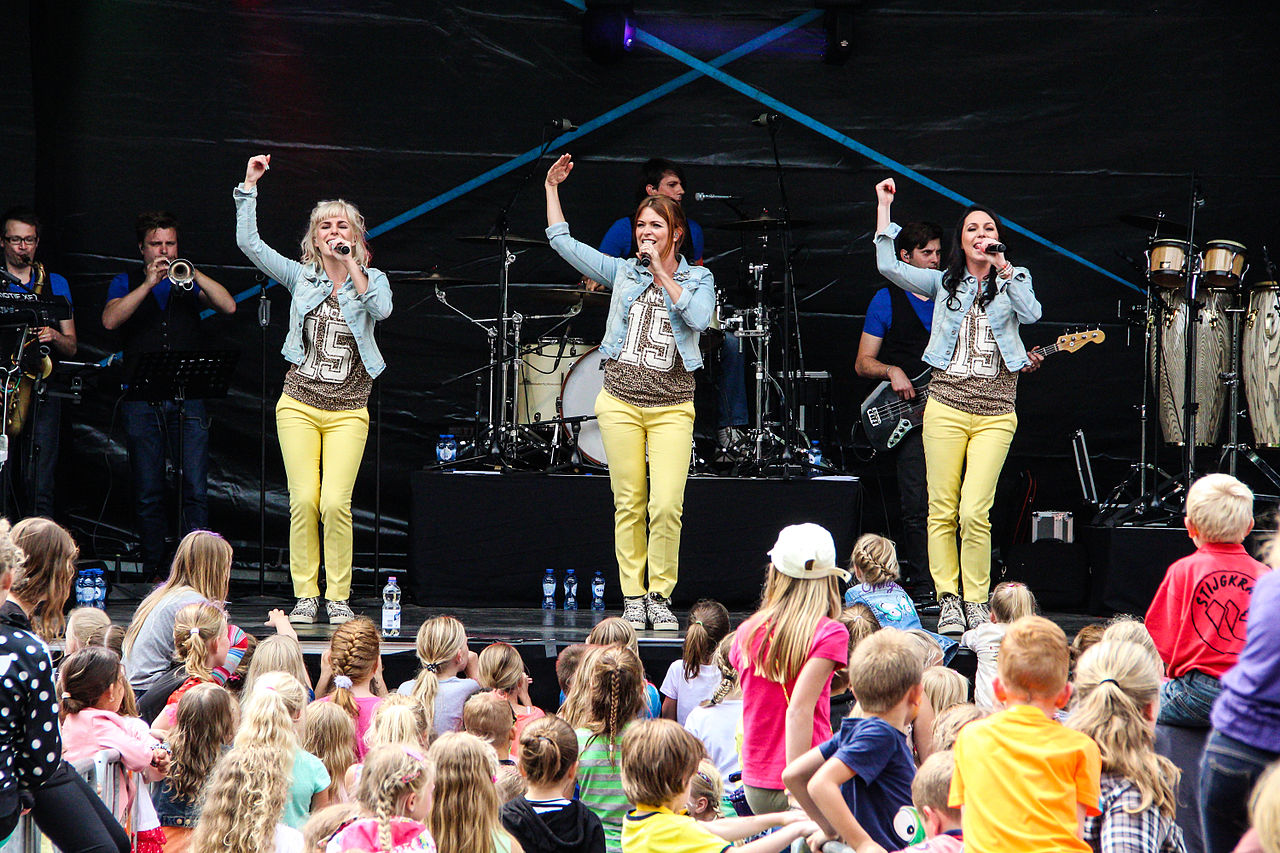
Выступление К3 - Дренте - 2014 г.

В 2014 году они также начали новое импровизированное телешоу «K3 kan het!» (K3 может это сделать!), в котором они путешествуют по Бельгии и Нидерландам, чтобы помочь детям осуществить свои мечты.

### Новый К3 (2015-2021)
18 марта 2015 года Дамен, Вербеке и Хейсман объявили на пресс-конференции, что они все покидают группу, заявив: «С тех пор, как мы начали, мы знали, что наступит время, когда мы почувствуем, что это был правильный момент, чтобы остановиться; ну, этот момент сейчас настал» . Лейбл K3 объявил, что они будут искать новых участниц в конце 2015 года. Второе телевизионное прослушивание, K3 Zoekt K3 , премьера которого состоялась осенью, чтобы найти новых участниц K3. 6 ноября 2015 года Ханне Вербрюгген, Клаасье Мейер и Марте Де Пиллесин были выбраны в качестве преемников Карен, Кристель и Йоже (соответственно) и станут новыми K3. Они были выбраны из 6081 девушек.
Кристель Вербеке была их менеджером в течение первых двух лет.

С осени 2015 года старый K3 и новый K3 отправились в тур вместе. Для Карен, Кристель и Джоже это был прощальный тур, для нового трио это было начало новой карьеры. Тур с двухместным размещением имел большой успех и был продлён, также было специальное «взрослое вечернее шоу» со стоячими местами.

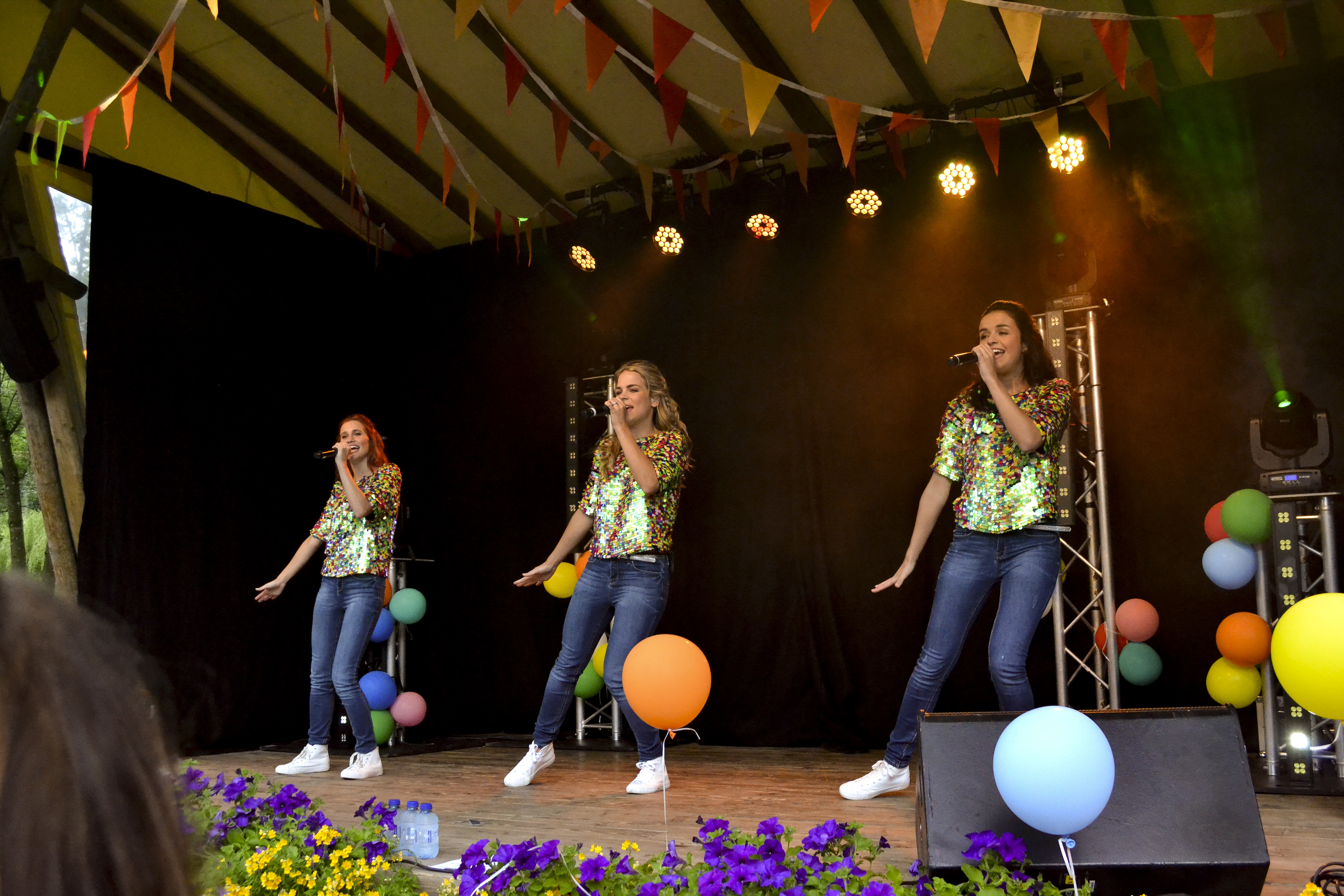
Выступление К3 - Плопсаланде - 2016 г.

Первый релиз Ханне, Клаасье и Марте «10.000 Luchtballonnen» возглавил чарты в Бельгии и Нидерландах. За 6 лет группа выпустила ещё пять альбомов. В 2016 году состоялась премьера их собственного анимационного сериала De Avonturen van K3 (Приключения K3). В том же году вышла новая детская телевизионная программа под названием Iedereen K3 (Все K3). Она стала преемницей De wereld van K3 (Мир K3). В конце 2016 года был выпущен специальный выпуск The Diary of K3, в котором K3 оглядывается на прошедший год. Это было ежегодной традицией до 2018 года.
В 2017 году K3 начали вести видеоблог, каждую вторую неделю в субботу (обычно) появляется новый видеоблог на YouTube. В том же году новый K3 получил свой первый фильм под названием K3 Love Cruise и был специальный выпуск на VTM : Overal K3 (Everywhere K3), в котором Ханне, Клаасье и Марте показали больше себя и рассказали о влиянии K3 на их личную жизнь.
Фантастический сериал K3 Roller Disco был выпущен 31 октября 2018 года. Это спин-офф «Hello K3», включающий того же персонажа и актёра из ситкома. Впервые в истории K3 начали кататься на роликах, что отражено в сериале Roller Disco, их видеоклипе на заглавную песню и на сцене во время их тура в 2018 году. С 2018 года K3 стали телевизионными судьями/тренерами в четвёртом и пятом сезонах фламандской версии The Voice Kids.

В 2019 году группа отпраздновала свой 20-й юбилей, организовав захватывающее шоу с движущимися стендами, сценами и светодиодными стенами. Включает движущуюся машину, светящиеся костюмы и более 80 танцоров. В мае они открыли собственные американские горки в Плопсаленде под названием «K3 Roller Skater», тематикой которых стали их роликовые коньки и их художественный сериал.

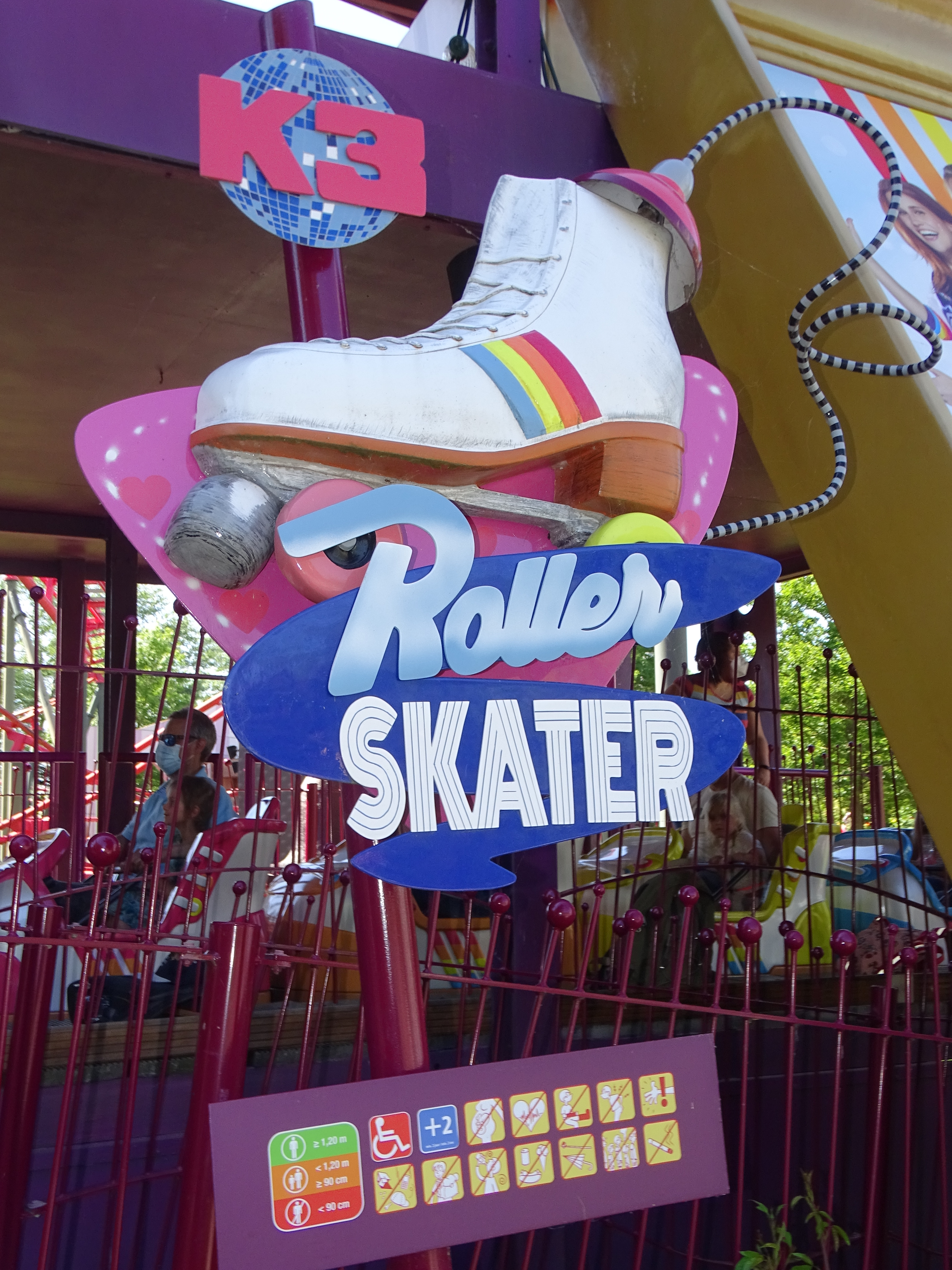
Доступ к американским горкам K3 Roller Skater в Плопсаланде

Первоначально новый тур планировался на весну 2020 года, но из-за пандемии COVID-19 в Европе этот тур был перенесён на осень 2021 года. В ответ на кризис K3 выпустили новую версию своей песни «Handjes draaien» (Поворачивая руки) под названием «Handjes wassen» (Помойте руки) для детей, чтобы немного рассказать о болезни и оказать им некоторую поддержку.
В том же году Ханне, Клаасье и Марте записали свой второй кинофильм K3 Dans van de Farao (K3 Dance of the Pharaoh), полностью в стиле правил коронавируса, что заметно в фильме. После переноса премьера фильма состоялась в июне 2021 года.
С 2020 года группа K3 стала частью серии ритм-игр Just Dance со своими песнями «10.000 luchtballonnen» и «Dans van de Farao» в Just Dance 2020 и Just Dance 2021 соответственно.

### Поиск нового участника (2021)

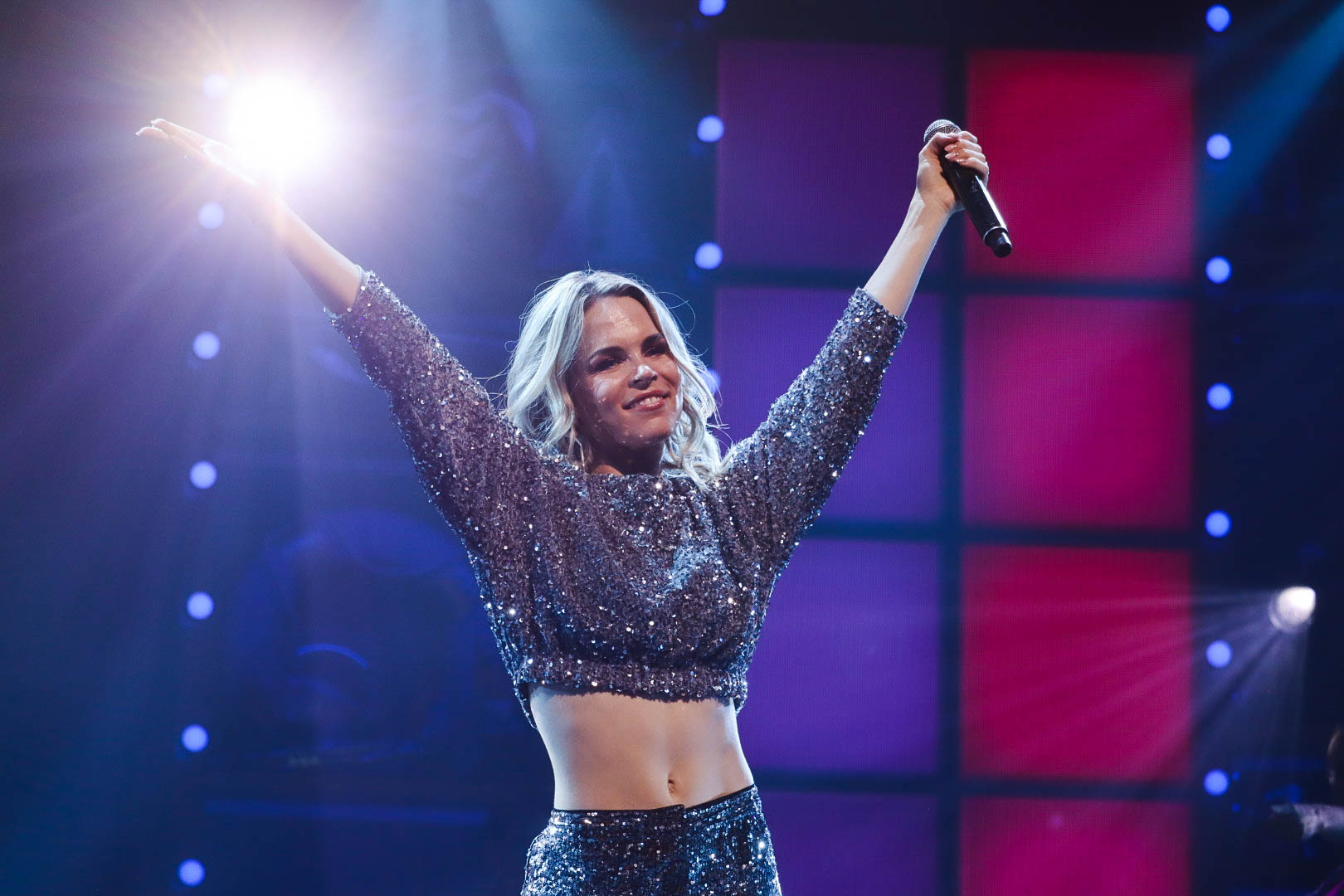
Клаасье Мейер во время своего последнего выступления с K3

9 февраля 2021 года участница Klaasje объявила о своём уходе из K3. «Жизнь K3 фантастична, но я чувствую, что сейчас пришло время расправить крылья; так же, как у всего есть начало и конец, теперь пришло время мне смотреть дальше и расширять свои горизонты. Я буду очень скучать по Ханне и Марте». Она выполнила групповые расписания 2021 года вплоть до последнего квартала, включая прощальный тур. Последнее выступление Ханне, Клаасье и Марте в составе K3 состоялось 6 ноября 2021 года в Sportpaleis для «Back to the Nineties and Nillies», в тот же день, когда они стали K3 шесть лет назад.
Лейбл Studio 100 объявил, что новый участник будет выбран через шоу на выживание, похожее на K2 zoekt K3 и K3 zoekt K3 . Впервые оба пола имеют право присоединиться к группе. В сентябре 2021 года обновлённое «K2 zoekt K3» появилось на бельгийском и голландском телевидении. Шоу-прослушивания похожи на те, что есть в «Голосе» . Финал состоялся 27 ноября 2021 года, на нём также присутствовала Клаасье Мейер. Марта Де Пиллесин сдала положительный тест на коронавирус и не могла присутствовать физически, она выступала по видеосвязи. В конечном итоге победителем стала голландка Джулия Бошман, которая была выбрана в качестве нового участника K3 из 22 690 кандидатов.

### Дальнейший успех (2022-)

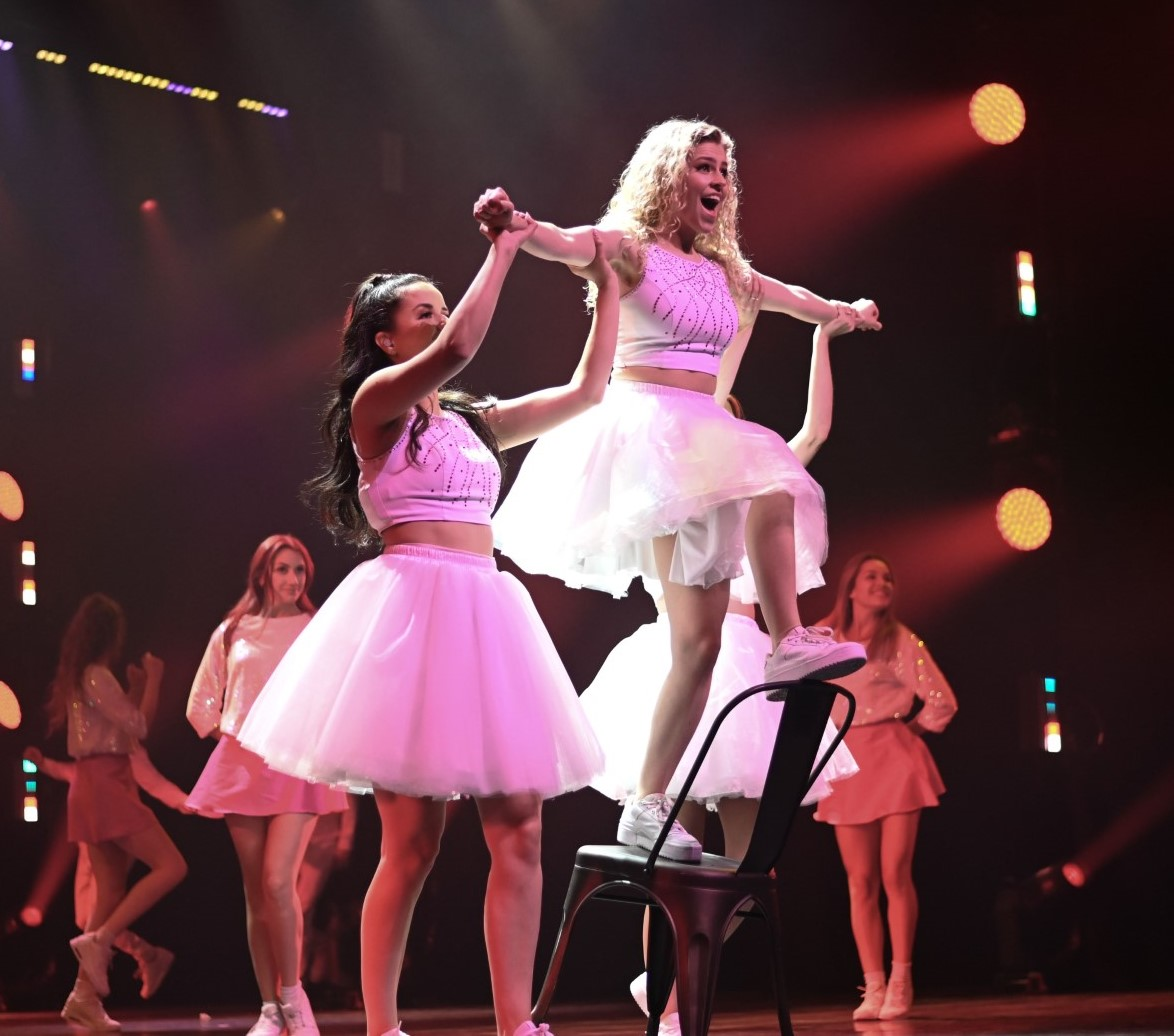
K3 во время их первого выступления с Юлей

Первый сингл с Бошманом, «Waterval», был выпущен тем же вечером и имел большой успех. Также достиг самой высокой позиции в чартах во Фландрии. Он выиграл награду «Песня года». Альбом с таким же названием также достиг пика в чартах альбомов в Бельгии и Нидерландах, набрав 12 000 000 прослушиваний. Затем их песня «Waterval» появилась в Just Dance 2022.
Теперь с Джулией они снова были телевизионными судьями/тренерами The Voice Kids во Фландрии в течение шестого сезона, а также продолжили вести видеоблоги и выпускать музыкальные видеоклипы своих песен. Первый совместный тур Ханны, Марты и Джулии состоялся 4 марта 2022 года в Бельгии. Они также дали специальный живой концерт в июле. После лета их тур продолжился в Нидерландах, но после нескольких концертов для сильно беременной Ханны Вербрюгген оказалось слишком сложно продолжать. После чего в октябре было решено, что финалистка K2 zoekt K3 Диде ван ден Хойвел заменит её на оставшиеся концерты тура 2022 года.
Песня и альбом «Vleugels» были выпущены в ноябре, за что они получили золотой диск. Затем песня была представлена в Just Dance 2023 Edition, где они появляются как танцоры в «VIP-версии», вместо типичных тренеров Just Dance. Поскольку Ханне была все ещё беременна во время производственного процесса, это была первая карта Just Dance, на которой был явно беременный тренер.

В том же году вышло новое телешоу K3 Vriendenboek («Книга дружбы K3»), в котором они переживают приключения со старшими детьми. Во время финальной песни выступления K3 на шоу The Grote Sinterklaas в декабре 2022 года их хорошая подруга и также дочь их босса Мари Верхюльст пела для Ханны, которая в то время только что родила сына. 3 декабря по телевидению транслировался новый специальный выпуск под названием K3, één jaar later («К3, год спустя»), в котором они вспоминали первый год с Юлией. Включая весь процесс беременности Ханны и визит двух «тётей» к родителям.

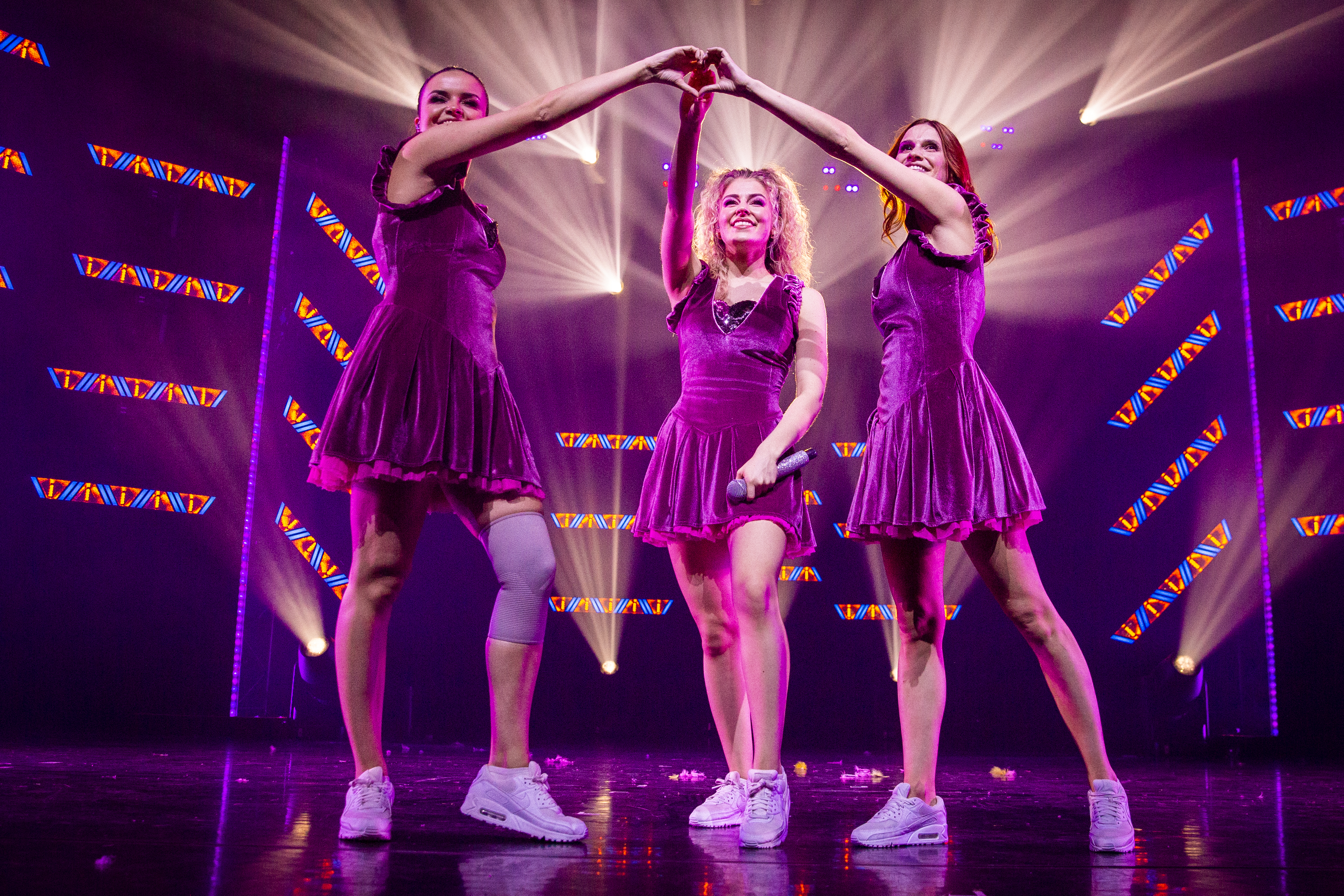
Выступление К3 - Алмере - 2023 г.

В феврале 2023 года, после воссоединения с Ханне после её декретного отпуска, начался их второй концертный тур «Vleugels», и они стали частью 9-го сезона Liefde voor muziek, фламандской версии The Best Singers. Год спустя они снова приняли участие в юбилейном выпуске 10-го сезона.

## Состав
| Имя                                    | Дата рождения          | Время в группе         |
| -------------------------------------- | ---------------------- | ---------------------- |
| Юлия Бошман (Julia Boschman)           | 8 июня 2002 (22 год)   | 2021 - настоящее время |
| Марта Де Пиллецин (Marthe De Pillecyn) | 16 июля 1996 (28 года) | 2015 - настоящее время |
| Ханна Вербрюгген (Hanne Verbruggen)    | 3 марта 1994 (30 лет)  | 2015 - настоящее время |

Подписи

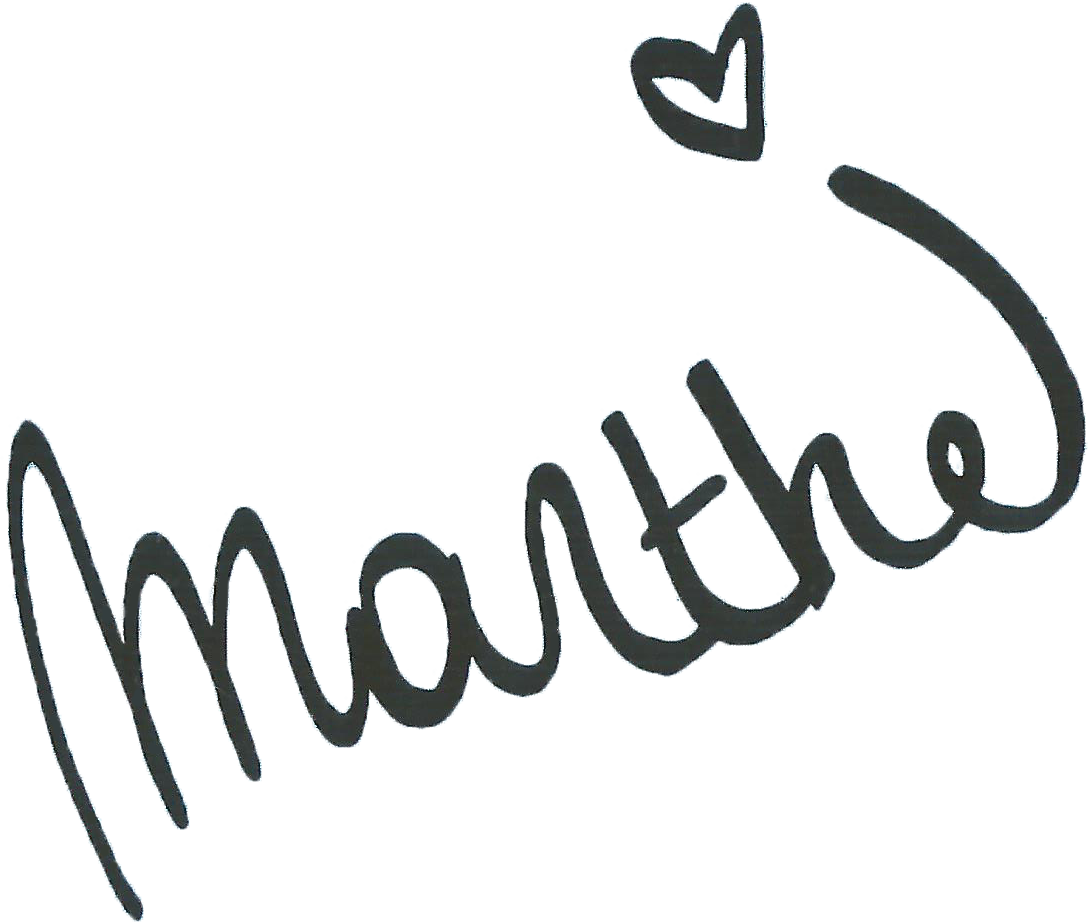
Марта Де Пиллецин

### Бывшие участницы
| Имя                               | Дата рождения            | Время в группе |
| --------------------------------- | ------------------------ | -------------- |
| Келли Коббаут (Kelly Cobbaut)     | 1980 (44 года)           | 1997 - 1998    |
| Катлин Артс (Kathleen Aerts)      | 18 июня 1978 (46 лет)    | 1998 - 2009    |
| Карен Дамен (Karen Damen)         | 28 октября 1974 (50 лет) | 1997 - 2015    |
| Кристел Вербеке (Kristel Verbeke) | 10 декабря 1975 (48 лет) | 1997 - 2015    |
| Йоше Хёйсман (Josje Huisman)      | 16 февраля 1986 (38 лет) | 2009 - 2015    |
| Клаше Мейер (Klaasje Meijer)      | 2 марта 1995 (29 лет)    | 2015 - 2021    |

## Дискография
Полную дискографию см: K3 discography

### Альбомы

#### Студийные альбомы
| Год  | Альбом                                                                              | Позиция | Позиция | Сертификация                        |
| Год  | Альбом                                                                              | BE      | NL      | Сертификация                        |
| ---- | ----------------------------------------------------------------------------------- | ------- | ------- | ----------------------------------- |
| 1999 | Parels - Лейбл: Capetown / Wivani / CMM - Формат: CD, digital download              | 2       |         |                                     |
| 2000 | Alle kleuren - Лейбл: Niels William / Sony BMG / CMM - Формат: CD, digital download | 1       | 1       |                                     |
| 2001 | Tele-Romeo - Лейбл: Niels William / Sony BMG / CMM - Формат: CD, digital download   | 1       | 1       |                                     |
| 2002 | Verliefd - Лейбл: Niels William / Sony BMG / CMM - Формат: CD, digital download     | 3       | 1       | - BE: 2x Platinum                   |
| 2003 | Oya lélé - Лейбл: Studio 100 - Формат: CD, digital download                         | 1       | 1       | - BE: Platinum                      |
| 2004 | De wereld rond - Лейбл: Studio 100 - Формат: CD, digital download                   | 2       | 1       | - BE: Gold                          |
| 2005 | Kuma hé - Лейбл: Studio 100 - Формат: CD, digital download                          | 1       | 1       | - BE: Gold                          |
| 2006 | Ya ya yippee - Лейбл: Studio 100 - Формат: CD, digital download                     | 1       | 1       | - BE: Platinum                      |
| 2007 | Kusjes - Лейбл: Studio 100 - Формат: CD, digital download                           | 4       | 2       | - BE: Platinum                      |
| 2009 | MaMaSé! - Лейбл: Studio 100 - Формат: CD, digital download                          | 1       | 1       | - BE: 3x Platinum - NL: 3x Platinum |
| 2011 | Eyo! - Лейбл: Studio 100 - Формат: CD, digital download                             | 1       | 1       | - BE: Platinum - NL: Platinum       |
| 2012 | Engeltjes - Лейбл: Studio 100 - Формат: CD, digital download                        | 2       | 1       | - BE: Platinum - NL: Platinum       |
| 2013 | Loko le! - Лейбл: Studio 100 - Формат: CD, digital download                         | 5       | 4       |                                     |
| 2015 | 10.000 luchtballonnen - Лейбл: Studio 100 - Формат: CD, digital download            | 1       |         |                                     |
| 2016 | Ushuaia - Лейбл: Studio 100 - Формат: CD, digital download                          | 1       |         |                                     |
| 2017 | Love Cruise - Лейбл: Studio 100 - Формат: CD, digital download                      | 1       |         |                                     |
| 2018 | Roller Disco - Лейбл: Studio 100 - Формат: CD, digital download                     | 1       |         |                                     |
| 2019 | Dromen - Лейбл: Studio 100 - Формат: CD, digital download                           | 1       |         |                                     |
| 2020 | Dans van de farao - Лейбл: Studio 100 - Формат: CD, digital download                | 1       |         |                                     |
| 2021 | Waterval - Лейбл: Studio 100 - Формат: CD, digital download                         | 1       |         |                                     |
| 2022 | Vleugels - Лейбл: Studio 100 - Формат: CD, digital download                         | 1       |         |                                     |

### Компиляции
| Год  | Альбом                                                                        | Позиция | Позиция | Сертификация   |
| Год  | Альбом                                                                        | BE      | NL      | Сертификация   |
| ---- | ----------------------------------------------------------------------------- | ------- | ------- | -------------- |
| 2001 | 30 hits in 1 box! - Лейбл: Niels William - Формат: CD, digital download       |         | 52      |                |
| 2004 | K3 5 jaar: Hun Grootste Hits - Лейбл: Sony BMG - Формат: CD, digital download | 3       | 13      | - BE: Platinum |
| 2008 | K3 Vakantiehits - Лейбл: Studio 100 - Формат: CD, digital download            |         | 92      |                |
| 2009 | K3 Vakantiehits 2 - Лейбл: Studio 100 - Формат: CD, digital download          |         | 57      |                |
| 2012 | K3 Vakantiehits 2012 - Лейбл: Studio 100 - Формат: CD, digital download       |         |         |                |
| 2013 | K3 15 jaar - Лейбл: Studio 100 - Формат: CD, digital download                 | 4       | 31      | - BE: Gold     |

### Мюзиклы
| Год  | Альбом                                                                 | Позиция | Позиция | Сертификация                  |
| Год  | Альбом                                                                 | BE      | NL      | Сертификация                  |
| ---- | ---------------------------------------------------------------------- | ------- | ------- | ----------------------------- |
| 2002 | Doornroosje - Лейбл: Studio 100 - Формат: CD, digital download         | 4       |         |                               |
| 2003 | De 3 biggetjes - Лейбл: Studio 100 - Формат: CD, digital download      |         |         |                               |
| 2011 | Alice in Wonderland - Лейбл: Studio 100 - Формат: CD, digital download | 6       | 4       | - BE: Platinum - NL: Platinum |
| 2024 | De 3 biggetjes - Лейбл: Studio 100 - Формат: CD, digital download      |         |         |                               |

## Синглы
| Год  | Название                      | Позиция | Позиция   | Позиция           | Видео на YouTube | Сертификация                  | Альбом                |
| Год  | Название                      | BE      | NL Top 40 | NL Single Top 100 | Видео на YouTube | Сертификация                  | Альбом                |
| ---- | ----------------------------- | ------- | --------- | ----------------- | ---------------- | ----------------------------- | --------------------- |
| 1998 | «Wat ik wil»                  |         |           |                   |                  |                               | Parels                |
| 1999 | «Heyah mama»                  | 2       | 18        | 9                 | видео            | - BE: Gold                    | Parels                |
| 1999 | «Yeke yeke»                   | 4       |           |                   | видео            |                               | Parels                |
| 1999 | «I love you baby»             | 11      |           |                   |                  |                               | Parels                |
| 2000 | «Op elkaar (remix)»           | 40      |           |                   |                  |                               | Parels                |
| 2000 | «Alle kleuren»                | 2       |           | 33                | видео            |                               | Alle kleuren          |
| 2000 | «Yippee yippee»               | 13      |           |                   |                  |                               | Alle kleuren          |
| 2000 | «Oma’s aan de top»            | 4       | 18        | 11                |                  |                               | Alle kleuren          |
| 2001 | «Hippie shake»                | 20      |           |                   |                  |                               | Alle kleuren          |
| 2001 | «Tele-Romeo»[A]               | 1       | 18        | 29                | видео            | - BE: Platinum                | Tele-Romeo            |
| 2001 | «Blub, ik ben een vis!»[A]    | 1       | 18        | 11                | видео            | - BE: Platinum                | Tele-Romeo            |
| 2001 | «Mama’s en papa’s»            | 18      |           |                   |                  |                               | Tele-Romeo            |
| 2001 | «Je hebt een vriend»          | 20      |           |                   |                  |                               | Tele-Romeo            |
| 2002 | «Toveren»                     | 2       | 3         | 1                 | видео            | - BE: Platinum                | Tele-Romeo            |
| 2002 | «Feest»                       | 7       | 8         | 3                 | видео            | - BE: Gold                    | Verliefd              |
| 2002 | «Papapa»                      | 13      | 42        | 34                |                  |                               | Verliefd              |
| 2002 | «Verliefd»                    | 18      | 50        | 43                |                  |                               | Verliefd              |
| 2003 | «De 3 biggetjes»              | 5       | 21        | 4                 |                  |                               | Oya lele              |
| 2003 | «Oya lélé»                    | 2       | 9         | 4                 | видео            | - BE: Platinum                | Oya lele              |
| 2003 | «Frans liedje»                | 21      |           | 46                |                  |                               | Oya lele              |
| 2004 | «Hart verloren»               | 30      |           | 19                | видео            |                               | Oya lele              |
| 2004 | «Liefdeskapitein»             | 8       | 4         | 3                 | видео            |                               | De wereld rond        |
| 2004 | «Superhero»                   | 16      |           | 21                |                  |                               | De wereld rond        |
| 2004 | «Zou er iemand zijn op Mars?» | Tip:4   |           | 54                | видео            |                               | De wereld rond        |
| 2005 | «Kuma hé»                     | 2       | 2         | 1                 | видео            | - BE: Gold                    | Kuma hé               |
| 2005 | «Borst vooruit»               | 13      | 31        | 10                |                  |                               | Kuma hé               |
| 2006 | «Ya ya yippee»                | 3       | 25        | 15                | видео            | - BE: Gold                    | Ya ya yippee          |
| 2006 | «Dokter, dokter»              | 28      |           | 96                |                  |                               | Ya ya yippee          |
| 2007 | «Kusjesdag»                   | 8       | 7         | 9                 | видео            | - BE: Gold                    | Kusjes                |
| 2008 | «Je mama ziet je graag»       | 38      | 34        | 49                |                  |                               | Kusjes                |
| 2008 | «De revolutie!»               | 14      | 10        | 48                |                  |                               | MaMaSé!               |
| 2009 | «MaMaSé!»                     | 1       | 2         | 1                 | видео            | - BE: Platinum - NL: Platinum | MaMaSé!               |
| 2009 | «De politie»                  | 5       |           |                   | видео            |                               | MaMaSé!               |
| 2010 | «Hallo K3»                    | 2       |           | 11                | видео            |                               | Eyo!                  |
| 2011 | «Alice In Wonderland»         | 18      |           | 24                | видео            |                               | Alice In Wonderland   |
| 2011 | «Eyo!»                        | 11      |           | 25                | видео            |                               | Eyo!                  |
| 2012 | «Waar zijn die engeltjes»     | 16      |           | 62                | видео            |                               | Engeltjes             |
| 2013 | «Zeg eens AAA»                | Tip:68  |           |                   | видео            |                               | Engeltjes             |
| 2013 | «Parapluutje»                 | Tip:62  |           |                   | видео            |                               | Engeltjes             |
| 2013 | «Koning Willem-Alexander»     | Tip:55  |           | 90                | видео            |                               | Eyo!                  |
| 2013 | «Eyah hoya!»                  | Tip:4   |           |                   | видео            |                               | Loko le               |
| 2013 | «Loko le»                     | Tip:13  |           |                   | видео            |                               | Loko le               |
| 2015 | «10.000 luchtballonnen»       | Tip:22  |           |                   | видео            |                               | 10.000 luchtballonnen |

^ «Tele-Romeo» и «Blub, ik ben een vis!» были изданы в Нидерландах на одном сингле с двумя сторонами «А».